# Занульське сільське поселення
Зану́льське сільське поселення (рос. Занульское сельское поселение) — муніципальне утворення у складі Прилузького району Республіки Комі, Росія. Адміністративний центр — село Занульє.

## Населення
Населення — 94 особи (2017, 132 у 2010, 164 у 2002, 234 у 1989).

## Склад
До складу поселення входять такі населені пункти:
| Населений пункт    | Населення, осіб (1989) | Населення, осіб (2002) | Населення, осіб (2010) |
| ------------------ | ---------------------- | ---------------------- | ---------------------- |
| Занульє, село      | 172                    | 137                    | 109                    |
| Мішаково, присілок | 62                     | 27                     | 23                     |